# Famille Viot
 (novembre 2024).
Pour les articles homonymes, voir Viot.
La famille Viot est une famille dont les membres ont joué un rôle important à Tours et Nantes dans l’industrie et le négoce au XVIIIe siècle et XIXe siècle.
À noter la prononciation particulière de ce nom de famille, consacrée par l'usage : Viot se prononce "Viotte".

## Jean Charles Viot (1689-1766)
Négociant en soieries et grand juge-consul de Tours en 1708, il acquiert la maison de Tristan l'Hermite et fait construire l'hôtel Simon à Tours.
Il est le grand-père de l'abbé Nicolas Simon.

## Nicolas Viot-Roze (1709-1783)
Fils du négociant tourangeau Nicolas Viot (1683-1754) et de Françoise Dubois, il est né le 21 mars 1709 à Tours.
Colon à Saint-Domingue, il est négociant, consul en 1760 et grand juge-consul de Tours en 1771.
Marié à Marie-Anne Roze, petite-fille de Jean Roze, il est le père de Nicolas Viot-Baudichon (1739-1783), d'Alexandre Viot-Desormes (1742-1823) et de Hyacinthe Viot-Olivier (1757), et le beau-père du négociant nantais Pierre-François Mazureau de Launay.
Il meurt le 17 mai 1783 à Tours.

## Jean-François Viot
Il est trésorier général de France au bureau des finances de Tours de 1763 à 1790.

## Alexandre Viot-Desormes (1742-1823)
Fils de Nicolas Viot-Roze (1709-1783), il est négociant et juge consul de Tours.
Marié à Jeanne Chapelot (ou Chaplot), fille de Jacques Chapelot, sieur du Petit-Bois, trésorier au bureau des finances de la généralité de Poitiers, et de Marguerite-Geneviève Abraham (sœur de Pierre Abraham de La Bretonnière), il est le père d'Alexandre Viot (1770-1837), d'Edmond Viot-Prudhomme (1774-1855).

## Alexandre Viot (1770-1837)
Fils d'Alexandre Viot-Desormes (1742-1823), il est négociant et juge consul de Tours.
Marié à Marguerite Mayaud, il est le père d'Alexandre Viot (1803-1889).

## Edmond Viot-Prudhomme (1774-1855)
Fils d'Alexandre Viot-Desormes (1742-1823) et de Jeanne Chapelot, il est négociant, membre du conseil d'arrondissement de Tours et adjoint au maire de Tours.
Propriétaire du château de Cangé, il est également maire de Saint-Avertin de 1819 à 1830.

## Alexandre Viot (1803-1889)
Fils du négociant Alexandre Viot (1770-1837) et de Marguerite Mayaud, il est né le 3 juillet 1803 à Tours
Établie à Nantes en 1823, il débute dans la maison d'armement Bonamy-Delaville, avant de créer son affaire en 1827. Il est associé à Émile Hocmard jusqu'en 1864. Ses navires chargent du sel à Cadix et des mules à Montevideo, et reviennent avec du sucre de La Réunion, de l'Île Maurice, de Batavia et de Mayotte. En 1876, il devient seul gérant de la Compagnie des Comores.
En 1834, il épouse Zoé Houdet, fille de l'armateur Jacques Houdet et de Louise Massion. Il est le père du Henri Viot (1840-1871), d'Alexandre Viot (1842-1921) et d'Albert Viot (1844-1939), ainsi que le beau-père de Léon Ollivier-Mairy, d'Ernest Drouault et de Charles Gaschignard.
Fervent catholique, il est membre de la Compagnie du Saint-Sacrement.
Il meurt le 17 novembre 1889 dans son château du Grand Carcouët, qu'il avait acquis en 1847.

## Arthur Viot (1835-1926)
Fils d'Augustin Viot (1800-1882) et de Mary Elizabeth Otter (nièce de l'évêque William Otter), il est né le 26 janvier 1835 à Tours.
Imprimeur, il devient directeur des éditions Mame.
Il est fait commandeur de l'ordre de Saint-Grégoire-le-Grand.
Il épouse Louise Fournier, fille de Henri Fournier et petite-fille de Jean Jacques Joseph Anfrye. Ils seront notamment les parents du banquier Henri Viot (1860-1951), attaché au Ministère des Finances.
Il meurt le 11 juillet 1926 à Tours.

## Richard Viot (1841-1921)
Fils d'Augustin Viot (1800-1882) et de Mary Elizabeth Otter (nièce de l'évêque William Otter), il est né le 7 août 1841. Marié à Juliette van Deventer, il est le beau-père de Raoul Merlant.
Il est traducteur de latin et d'anglais.
Propriétaire, il investit dans la Société des Bains de mer de Pornic.
Il meurt le 26 décembre 1921 à Nantes.

## Roger Viot-Bodson de Noirefontaine (1851-)
Fils d'Edouard Viot (1822-1859) et de Marie-Gabrielle-Louise Bodson de Noirefontaine, il est né le 1er juin 1851 à Tours.
Il s'engage dans les zouaves pontificaux. Également journaliste, il dirige le journal illustré Soleil du dimanche.

## Henri Viot (1883-1957)
Né le 1er mai 1883 à Nantes, il est le fils de l'armateur Albert Viot (1844-1939) et d'Adèle Mahot (sœur d'Augustin Mahot).
Il s'engage lors de la Grande Guerre et sert comme chef de bataillon d'infanterie. Il est décoré de la Légion d'honneur et de la Croix de guerre.
Industriel et propriétaire du Château du Grand Carcouët, il devient maire de Saint-Herblain en 1944.
Marié à Françoise René-Bazin (1895-1968), fille de l’écrivain René Bazin, il est le père de Michel Viot.
Il meurt le 22 février 1957 à Léhon (Côtes-du-Nord).

## Jean Viot (1893-1974)
Né le 17 janvier 1893 à Amboise, il est le fils de Henri Viot banquier à Amboise.
Ecole St Georges (frères maristes) à Amboise, collège St Grégoire de Tours, St Geneviève Versailles, Institut National D'Agronomie promotion 1912.
Bachelier es-lettres, ingénieur agronome.
Incorporé au 5ème cuirassiers le 3 août 1914 sur sa demande, Brigadier en octobre, Maréchal des Logis en décembre de la même année, Sous-Lieutenant au 27ème Bataillon de Chasseurs Alpins en juillet 1915, Blessé au Lungekopj en août 1915, fait prisonnier à l'Hartmannwillerkopf en janvier 1916.
Chevalier de la Légion d'Honneur au titre militaire. Croix de guerre 1914-1918. Ordre du Mérite Agricole.
Créée en 1912 et dirige la Manufacture du Pont d'Arcole, Tours.
Exploitant agricole et éleveur ovin à Pernay (37)
Président de vêtement et du textile d'Indre et Loire, Président du Syndicat National de la Chemiserie, Vice-Président de la Fédération Nationale des Industries de Lingerie, Fondateur et Président du Syndicat d'Elevage Ovin d'Indre et Loire.
Président de la Caisse d'Assurances Sociales UTI, Président de la Caisse d'Allocation Familiales FAMILIA, Président puis Président d'Honneur de la Caisse d'Allocations Familiales d'Indre et Loire, Vice-Président de la Chambre de Commerce d'Indre et Loire, Président et Président d'Honneur de la Caisse d’Épargne de Tours, Président d'Honneur de l'Oeuvre de la Résidence des Grands Chênes à Joué-les-Tours.
Epouse Geneviève Desombre, ils eurent 7 enfants Françoise, Anne, Dominique, Bernard, Gérard, Martine, Gatienne.
Il meurt le 12 décembre 1974 à Tours (37).

## Galerie de portraits

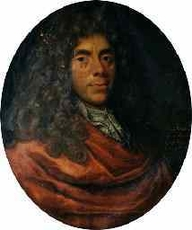
Jean-Nicolas Viot
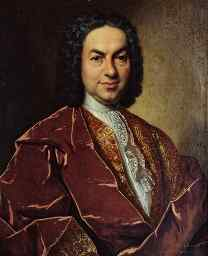
Nicolas Viot 1683-1754
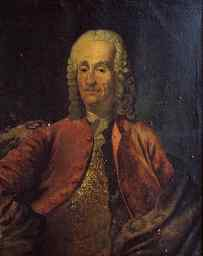
Nicolas Viot-Roze 1709-1783
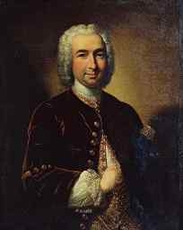
Alexandre Viot-Desormes
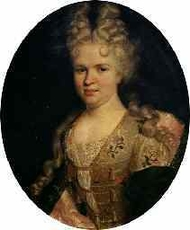
Mme Viot-Pommier
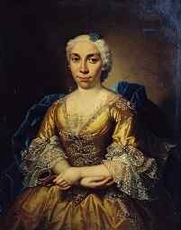
Mme Viot-Chapelot
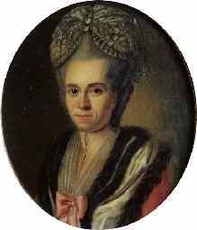
Mme Alexandre Viot-Mayaud
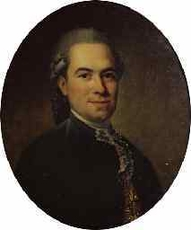
Alexandre Viot 1770-1837
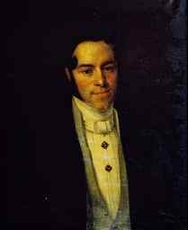
Alexandre Viot 1803-1888
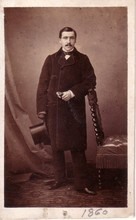
Richard Viot
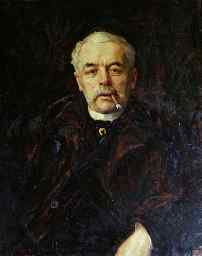
Alexandre Viot (1842-1921)
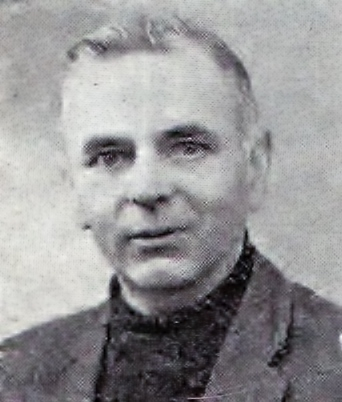
Michel Viot